# 耶稣圣心圣殿 (亚特兰大)
耶稣圣心圣殿（Basilica of the Sacred Heart of Jesus）是一座罗马天主教次级宗座圣殿，位于美国乔治亚州亚特兰大市中心桃树街（Peachtree Street）353号 NE。目前的建筑于1898年竣工。1976年列入国家史迹名录。2010年升格为次级宗座圣殿。
这座教堂的起源可以追溯到1880年，当时成立了圣伯多禄圣保禄堂区，覆盖该市的北部。1897年，马利亚修会接管了堂区，开始建造目前的教堂建筑，由沃尔特·唐宁设计，具有法国罗曼式建筑和罗曼复兴式建筑的元素。第二年，该建筑命名为耶稣圣心堂。该教堂在最初的几十年里稳步发展，到1917年，它已成为玛利亚修会管理的最大堂区之一。20世纪60年代，堂区改属天主教亚特兰大总教区。在接下来的几十年里，教堂周围的地区经历了一段衰落时期，人们担心教堂会关闭。 然而，该堂仍在开放，教友仍有所增加。1995年，加爾各答德肋撒修女参加了该堂的弥撒。三年后，该建筑庆祝了建堂100周年。到2010年，该堂有约1300个家庭，是亚特兰大为数不多的老教堂之一。